# رون روان
رون روان (بالإنجليزية: Ron Rowan)‏ مواليد 23 أبريل 1962 في بنسيلفانيا، هو لاعب كرة سلة أمريكي معتزل. بدأ مسيرته الاحترافية في سنة 1986. تم اختياره من قبل فريق فيلادلفيا سفنتي سيكسرز خلال الدرافت. يبلغ طوله 6 قدم 4 بوصة (1.9 م). اعتزل اللعب في 2001.

## المسيرة الاحترافية
لعب مع بورتلاند ترايل بلايزرز في سنة 1987، ثم لعب مع رير فينيزيا مستري في سنة 1989، ثم لعب مع باسكت نابولي في موسم 1992–1993.

## روابط خارجية
- رون روان على موقع إن بي أي (الإنجليزية)
- رون روان على موقع سبورتس رفرنس (الإنجليزية)
- رون روان على موقع الدوري الإسباني لكرة السلة (الإسبانية)
- رون روان على موقع كرة السلة الأوروبية.كوم (الإنجليزية)
- رون روان على موقع كلية كرة السلة في سبورتس رفرنس.كوم (الإنجليزية)
- رون روان على موقع ريلجم (الإنجليزية)
- رون روان على موقع بروبوليرز (الإنجليزية)
- رون روان على موقع سبورتس رفرنس (الإنجليزية)